# Ofiacàntides
Els ofiacàntides (Ophiacanthida) són un ordre d'ofiuroïdeus.

## Taxonomia
L'ordre Ophiacanthida inclou unes 500 espècies actuals repartides en dos subordres i 10 famílies:
- Subordre Ophiacanthina O'Hara, Hugall, Thuy, Stöhr & Martynov, 2017
  -     - Família Clarkcomidae O'Hara, Stöhr, Hugall, Thuy & Martynov, 2018
    - Família Ophiacanthidae Ljungman, 1867
    - Família Ophiobyrsidae Matsumoto, 1915
    - Família Ophiocamacidae (O'Hara, Stöhr, Hugall, Thuy, Martynov, 2018)
    - Família Ophiopteridae O'Hara, Stöhr, Hugall, Thuy & Martynov, 2018
    - Família Ophiotomidae Paterson, 1985
- Subordre Ophiodermatina Ljungman, 1867
  - Superfamília Ophiocomoidea Ljungman, 1867
    - Família Ophiocomidae Ljungman, 1867

  - Superfamília Ophiodermatoidea Ljungman, 1867
    - Família Ophiodermatidae Ljungman, 1867
    - Família Ophiomyxidae Ljungman, 1867
    - Família Ophiopezidae O'Hara, Stöhr, Hugall, Thuy & Martynov, 2018

## Galeria

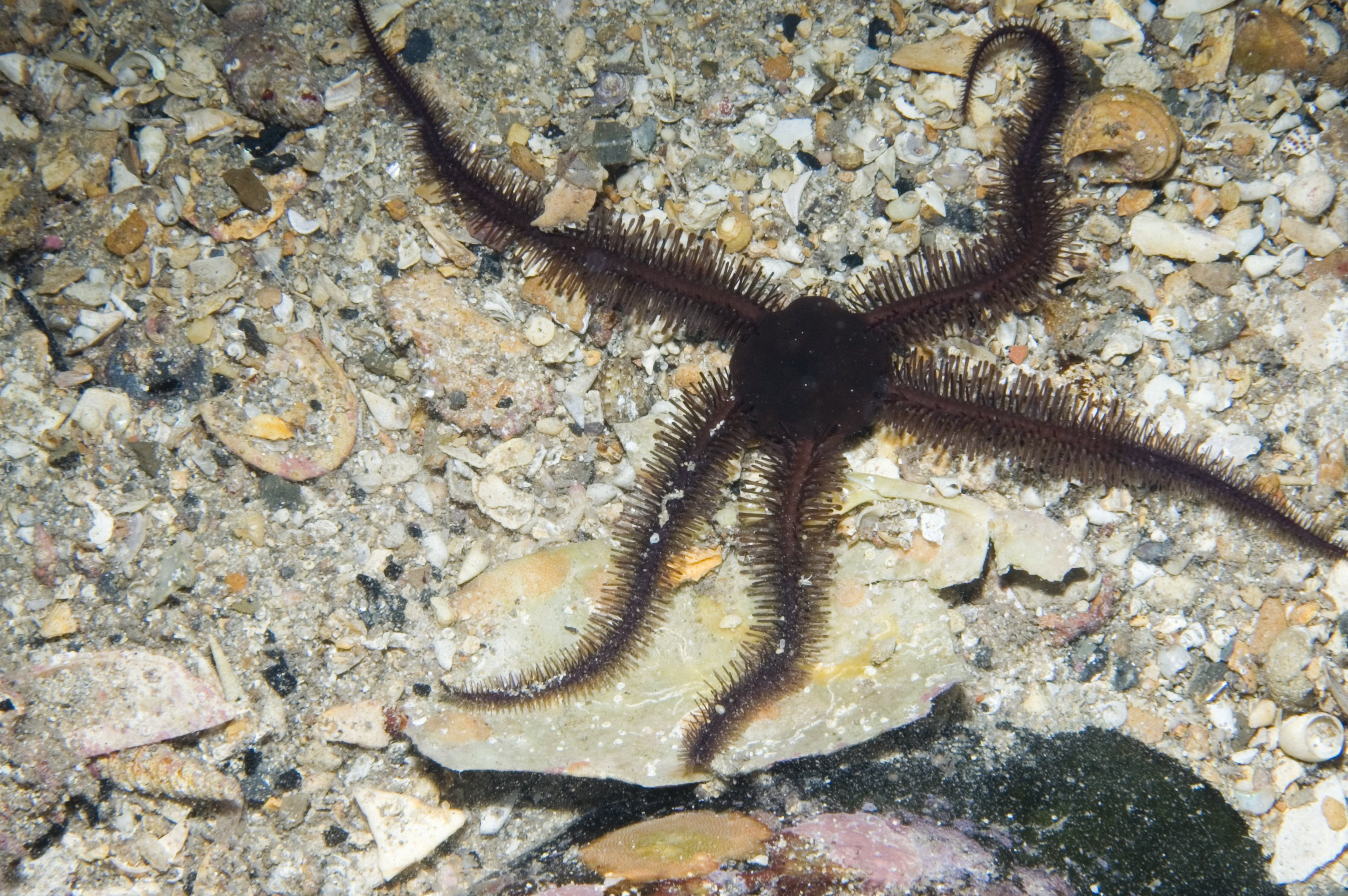
Clarkcoma canaliculata (Clarkcomidae)
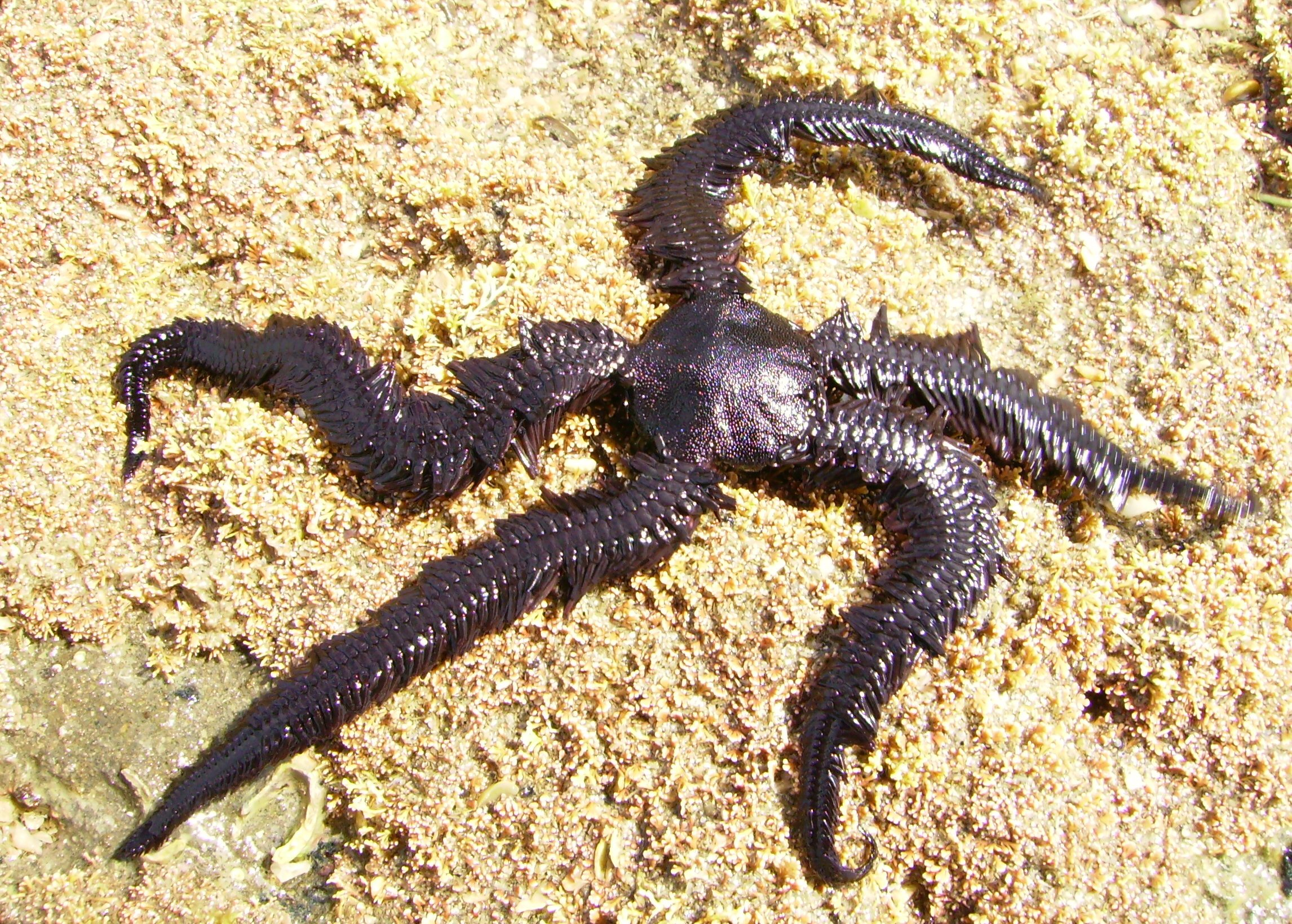
Ophiopteris antipodum, une Ophiopteridae
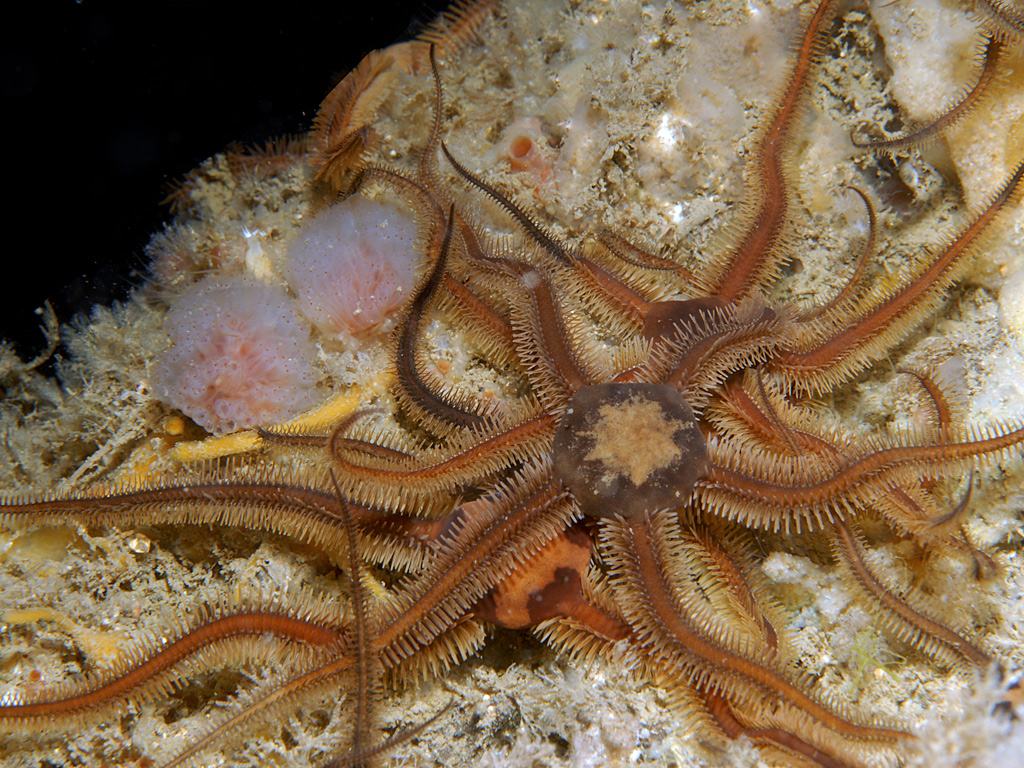
Ophiocomina nigra, une Ophiotomidae
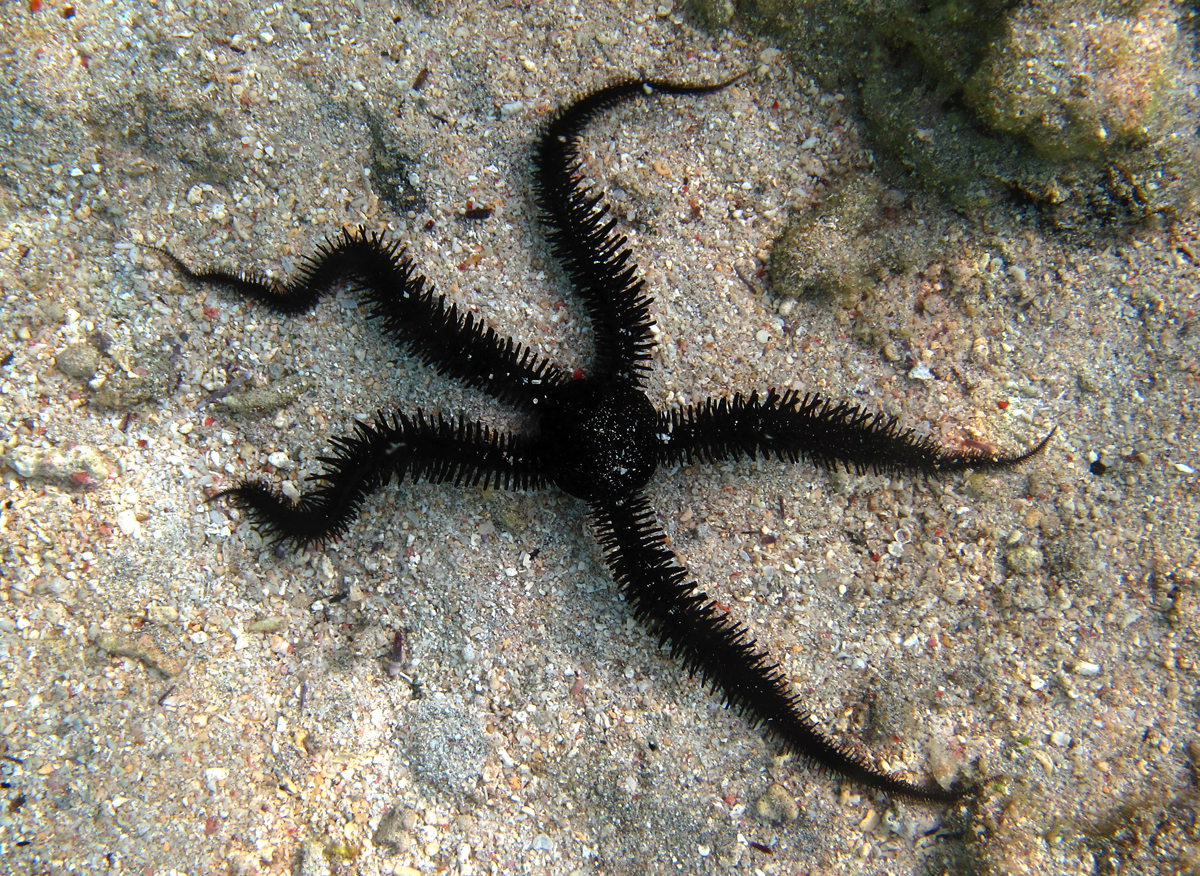
Ophiocoma cynthiae, une Ophiocomidae